# Шеки (село)
Шеки (азерб. Şəki) — село, центр муниципалитета в Шекинском районе Азербайджана.

## География
Расположено в предгорьях Большого Кавказа, в 40 км к югу от города Шеки, на канале Джейрлиарх, в 1 км от железнодорожной станции Сучма.

## История
Село Шеки создано в 1968 году азербайджанцами, вынужденными переселенцами, выходцами из сёл (Гюллидуз, Кавушуг, Алаяз, Кабахлу, Гядикванк, Кочбек и других) Армении.

## Население
По данным конца 1980-х годов в селе Шеки проживало 2387 жителей.  Население занималось виноградарством, выращиванием зерновых, животноводством. В селе функционировал завод по переработке винограда, имелись средняя школа, библиотека, фельдшерский пункт.